# Egzekucja na górze Gruszka

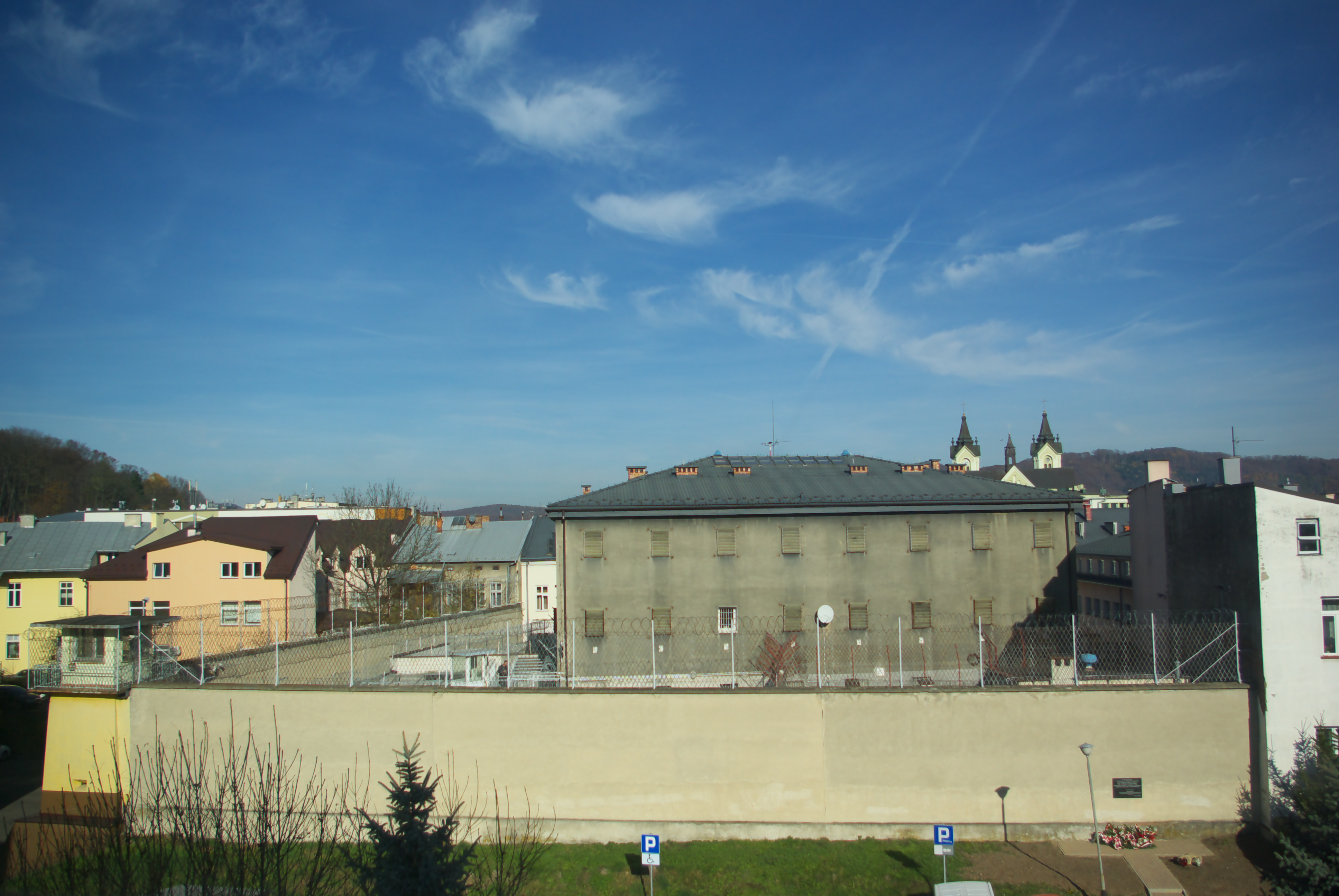
Zabudowania byłego więzienia w Sanoku, gdzie przetrzymywano ofiary przed egzekucją

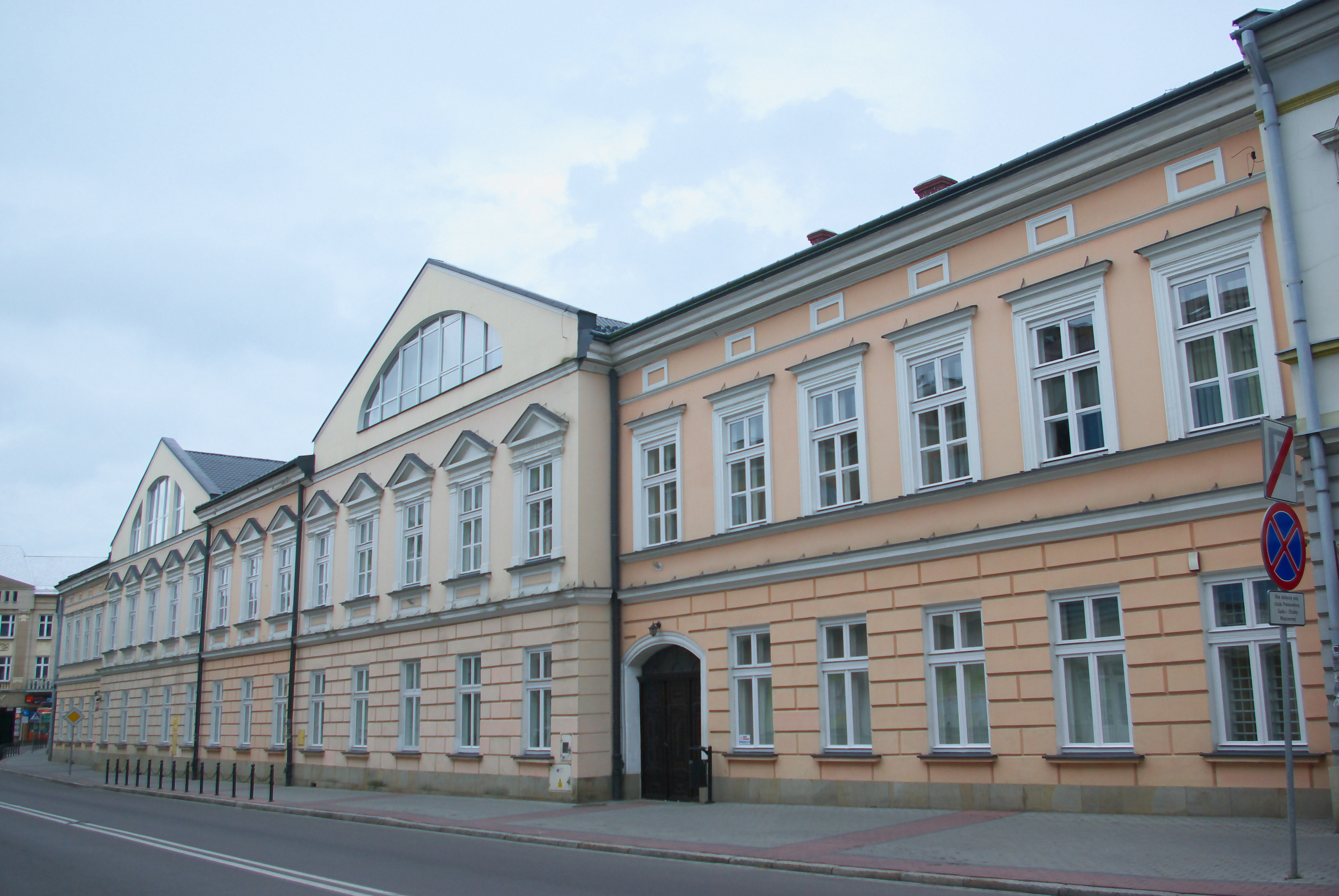
Przyległy do aresztu budynek sądu w Sanoku – miejsce wydania wyroków śmierci

Egzekucja na górze Gruszka, także Mord na Gruszce – masowa zbrodnia na 112 obywatelach polskich, dokonana przez funkcjonariuszy niemieckiej policji porządkowej nocą 5/6 lipca 1940 roku na górze Gruszka ponad Tarnawą Górną.

## Historia

### Areszt i wyrok (Sanok)
Podczas II wojny światowej, w ramach Akcji AB, okupanci niemieccy przystąpili do „opróżniania” więzienia w Sanoku. W marcu 1940 osadzonych było tam 320 osób, a według stanu z 18 maja 1940 przebywało w zakładzie już 619 więźniów, podczas gdy przyjęta norma przewidywała 220 miejsc. W większości wypadków byli to tzw. „węgiernicy” (przez samych Niemców określani niekiedy jako „polscy legioniści”), uciekinierzy z terenu okupowanej Polski, usiłujący przedostać się do polskich oddziałów we Francji, których aresztowano podczas próby nielegalnego przekroczenia granicy ze Słowacją lub Węgrami głównie w okolicach miejscowości Baligród, Balnica, Cisna, Komańcza, Żubracze (zatrzymań tychże Polaków dokonywali funkcjonariusze niemieckich służb – policja graniczna, żandarmeria, straż celna – przy współpracy z policją ukraińską, a także wskutek działań cywilnych nacjonalistów ukraińskich). Zatrzymani byli poddawani śledztwu i torturom w Grenzkommissariat Sicherheitspolizei (Komisariat Graniczny Policji Bezpieczeństwa) Sanok.
14 czerwca 1940 kilkudziesięciu Polaków osadzonych uprzednio w więzieniu w Sanoku (w tym ośmiu pochodzących z Sanoka i sąsiednich wsi) znalazło się w pierwszym transporcie więźniów skierowanym z Tarnowa do obozu koncentracyjnego KL Auschwitz. Relację dotyczącą osadzonych złożył strażnik więzienia w Sanoku, Nestor Kiszka ps. „Neron”, zaprzysiężony do polskiej działalności podziemnej, który podczas pracy dostarczał aresztowanym m.in. żywność, lekarstwa i przekazywał grypsy. Według niego w połowie czerwca 1940 w sanockim więzieniu miał miejsce bunt wraz z próbą ucieczki podjętą przez więźniów, co zostało stłumione przez Niemców. Wskutek masowych zatrzymań, liczba osadzonych w więzieniu w Sanoku pod koniec czerwca 1940 wynosiła 1564 osoby wobec ww. limitu 220 osób (w celach przeznaczonych dla 6 osób przebywało ok. 50-60 ludzi). W jeden z czerwcowych dni 1940 (prawdopodobnie 5 czerwca 1940 ) wywoływano z cel sanockiego więzienia po 10 osób, konwojowano je do położonego tuż obok budynku Sądu Grodzkiego, gdzie przeprowadzano quasi rozprawę sądową, polegającą jedynie na postawieniu pytania czy osadzony przed zatrzymaniem usiłował przekroczyć granicę zmierzając do legionów polskich na Węgrzech, po czym – niezależnie od udzielonej odpowiedzi – rozprawę zamykano i odprowadzano oskarżonych z powrotem do cel. Analogicznie w dniu 5 lipca 1940 (tu podano 4 lipca) po godz. 15 więźniowie byli wywoływani z cel więziennych, prowadzeni do budynku ww. sądu, gdzie w tej samej sali w wyreżyserowanym przez Niemców procesie ogłaszono im wyrok: karę śmierci przez rozstrzelanie, wydaną przez niemiecki Sondergericht (sąd specjalny  wzgl. Sąd Doraźny z Rzeszowa o charakterze policyjnym), a przy tym informując, iż Generalny Gubernator okupowanych obszarów polskich Hans Frank nie skorzystał wobec nich z prawa łaski). Wśród osądzonych wówczas były osoby zatrzymane przy próbie nielegalnego przekroczenia granicy w stronę południową oraz miejscowi sanoczanie (osadzeni w więzieniu byli wówczas przedstawiciele inteligencji, prawnicy, lekarze, oficerowie księża, młodzież szkolna).

### Egzekucja (góra Gruszka)
Po ogłoszeniu wyroków skazani byli kierowani do cel przejściowych tj. cel śmierci). Następnie wszyscy skazani w liczbie 113 zostali przeniesieni do osobnej celi zbiorczej, ulokowanej na kondygnacji parterowej więzienia), gdzie spędzili wspólnie noc 5/6 lipca 1940. Po upływie ok. 12 godzin od czasu ogłoszenia wyroków, w przybliżeniu o północy skazani byli wyprowadzani z celi w porządku alfabetycznym, kierowani na dziedziniec więzienia i wprowadzani do podstawionych czterech policyjnych samochodów transportowych. Według relacji N. Kiszki więźniowie w tym czasie stawiali czynny opór. Aktem osobistej odwagi wykazała się Leokadia Górska (ur. żona kapitana Ignacego Górskiego z garnizonującego do 1939 w Sanoku 2 Pułku Strzelców Podhalańskich , do 1939 oficera RKU Sanok), która protestowała znieważając Niemców. W początkowej fazie transportowania osób, były one prowadzone swobodnie, zaś następnie (wskutek podjętej próby ucieczki) skazani byli skuwani parami (według relacji Jana Barańskiego – skuwani zasadniczo po 5 osób). Na okrytej plandeką powierzchni załadunkowej ciężarówek więźniowie byli sadowieni na ławkach po dwóch plecami do siebie, zaś strzegli ich na przemian Niemcy uzbrojeni w karabiny. Po załadowaniu ciężarówek Niemcy wywieźli z Sanoka więźniów w kierunku południowym przez Zagórz na obszary leśny, położony na stoku góry Gruszka powyżej Tarnawy Górnej. Las był w tym czasie otoczony przez niemiecką policję i wojsko. Zaangażowane przez Niemców oddziały robotnicze, złożone z osób narodowości niemieckiej, dokonały uprzednio wykopania dołów. Przywiezieni na miejsce skazańcy byli ustawiani nad dołami i rozstrzeliwani przy pomocy karabinów maszynowych. Po dokonaniu egzekucji pierwszego transportu, cztery pojazdy ciężarowe powróciły do Sanoka, po czym dokonano transportu następnej grupy skazanych w to samo miejsce, gdzie ponownie dokonano egzekucji. Rozstrzeliwanie zakończono przed godz. 5 rano w dniu 6 lipca. Według N. Kiszki w sumie Niemcy zorganizowali trzy transporty (zgodnie z jego relacją ostatni z nich odjechał z więzienia kilka minut po godz. 6). Według Jana Barańskiego łącznie przeprowadzono siedem transportów.
Egzekucje przeprowadzili funkcjonariusze niemieckiego 45. batalionu policyjnego (niem. Polizei-Bataillon 45), stacjonującego w Rzeszowie. W trakcie egzekucji Niemcy uruchomili silniki pojazdów celem zagłuszenia strzałów z broni oraz krzyków ofiar. Masowe groby zostały zasypane, a teren wyrównany i ugnieciony przy pomocy samochodów ciężarowych. Celem ukrycia miejsca zbrodni ułożono na nim dwa ścięte w pobliżu świerki. Następnie na tym terenie zostały zasadzone drzewka.
Rankiem tuż po egzekucji dwaj mieszkańcy z Tarnawy Górnej dotarli na obszar zbrodni, zauważając poruszający się grunt masowego grobu. Usiłując rozkopać to miejsca natrafili na ciało Leokadii Górskiej, jednak wobec zbliżania się tamże niemieckich funkcjonariuszy z psami, oddalili się stamtąd. Władze niemieckie wydały ludności Tarnawy Górnej zakaz wstępowania na teren leśny w okolicy dokonania zbrodni. Pomimo tego niektórzy mieszkańcy udali się na miejsce egzekucji, gdzie odnaleźli części garderoby ofiar, w tym damskiej.
W oficjalnym rejestrze administracji niemieckiego więzienia w Sanoku z lat 1939–1940 dokonywano adnotacji samobójstwo przy 113 więźniach skazanych na karę śmierci .

### Ofiary egzekucji

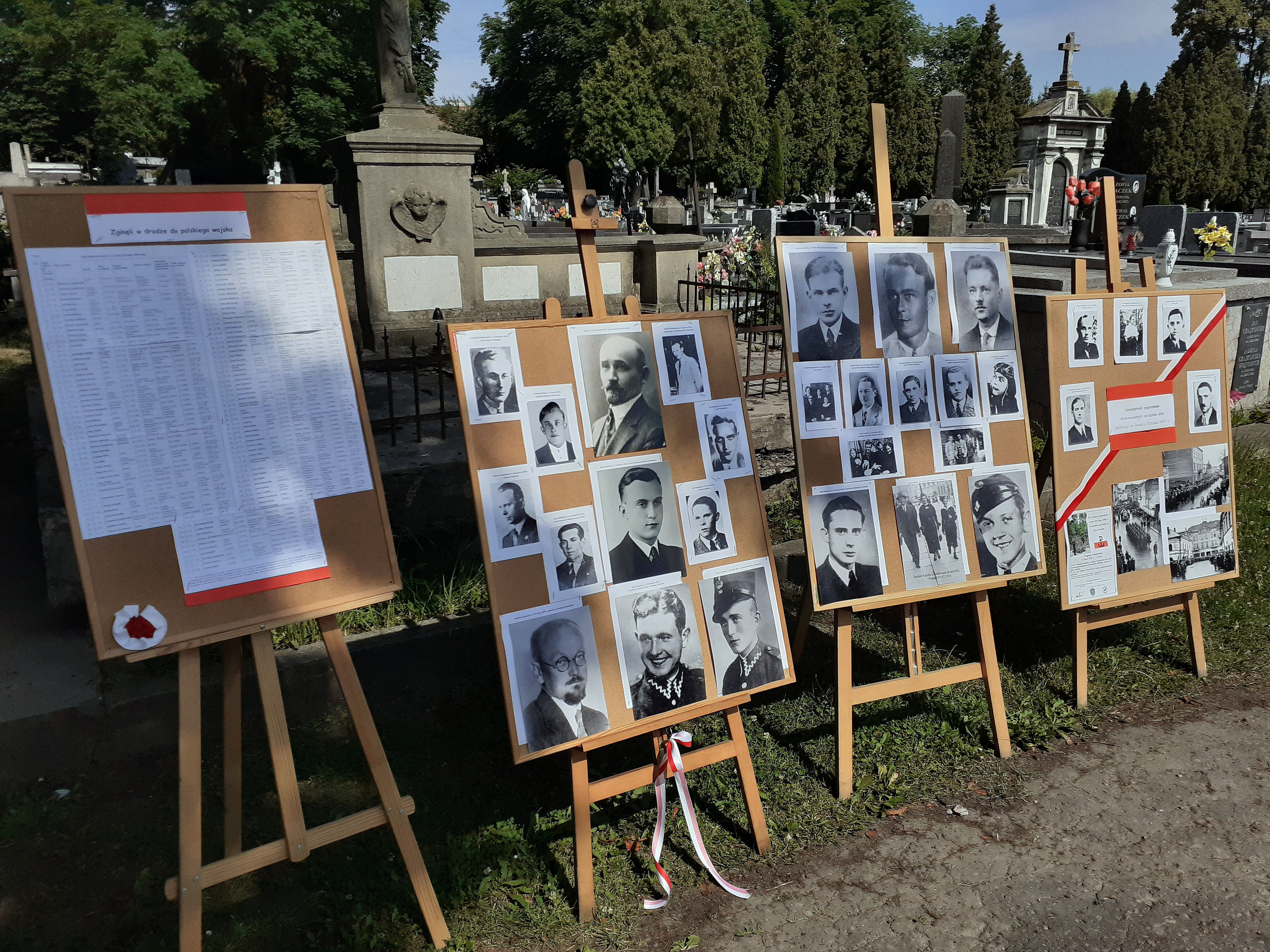
Portrety ofiar na okolicznościowej wystawie podczas uroczystości rocznicowych w 2022

Ofiarami byli Polacy pochodzący z różnych regionów kraju (m.in. Warszawa, Poznań, Lublin, Bydgoszcz, Gdynia, Tczew, Kraków, Kielce, Łódź, Częstochowa, Czeladź, Skarżysko-Kamienna, Zamość, natomiast z Sanoka pochodziło 12 osób ) oraz z różnych środowisk i reprezentujących warstwy społeczne i różne profesje (dwie osoby z tytułem naukowym doktora, jeden inżynier, 19 uczniów szkół średnich, 6 studentów, lekarze, handlowcy, robotnicy, rolnicy) . Zazwyczaj były to osoby zatrzymane podczas próby nielegalnego przekroczenia granicy Generalnego Gubernatorstwa w celu dostania się na Węgry i w głównej mierze byli to młodzi polscy patrioci pragnący dotrzeć do armii polskiej formowanej we Francji. Dziesięcioro zamordowanych pochodziło z terenu powiatu sanockiego. Wśród ofiar byli oficerowie Wojska Polskiego, w tym były kpt. Czesław Wawrosz, kpt. dr Grzegorz Woźniakowski (ur. 1909, we wrześniu 1939 naczelny lekarz 1 pułku Strzelców Konnych), kpt. Jan Drabik , por. Kazimierz Bielnicki (ur. 1898, adwokat ze Skarżyska-Kamiennej), a ponadto zginęli m.in. profesor Józef Rec i dwaj wychowankowie (Jerzy Hertig, Tadeusz Nunberg) z Gimnazjum Męskiego w Sanoku, Fryderyk Sedlak (rządca majątku w Myczkowie), Zygmunt Skarżyński (sędzia Sądu Grodzkiego), Tadeusz Twardowski (drukarz z Poznania) oraz jako jedyna kobieta wśród ofiar, wspomniana Leokadia Górska (ur. 1901). Część zamordowanych została wcześniej zadenuncjowana przez członków Organizacji Ukraińskich Nacjonalistów, współpracujących z Niemcami i przez ukraińską policją pomocniczą.
Wobec oficjalnej liczby 113 skazanych na karę śmierci oraz przy uwzględnieniu jednej osoby, która zbiegła z transportu, przyjęto, że na górze Gruszka rozstrzelano 112 osób. Podczas transportowania na miejsce egzekucji jeden ze skazanych, 20-letni Jan Schaller dokonał udanej próby ucieczki (wcześniej, podczas wyprowadzania z celi podciął sobie żyły i w stanie rzekomego osłabienia został usadzony na ostatniej ławce w ciężarówce), w ciemności wyskakując z jadącej ciężarówki. Innym uciekinierem miał być Jan Barański, który w swojej relacji wskazał, że po przyjeździe w ostatnim siódmym transporcie ciężarówką na miejsce egzekucji, będąc pierwotnie skutym tylko z dwoma innymi skazanymi, zauważył, że z rąk obsunął mu się łańcuch, po czym zaatakował konwojentów, odebrał jednemu z nich broń i zbiegł wraz z dwoma towarzyszami (jeden z nich był kierownikiem szkoły w Kętach). Inskrypcja na pomniku w miejscu egzekucji oraz tablica informacyjna na zbiorowej mogile ofiar na cmentarzu w Sanoku, a także niektóre inne źródła podały liczbę 115 ofiar. Biorąc pod uwagę łączną liczbę transportowanych skazańców z sanockiego więzienia, prawidłowym rozmiarem mogło być 114, jako że śmierci uniknął Jan Schaller. Dokument pod nazwą Lista zamordowanych na Gruszce 5/6 lipca 1940 roku (wykaz sporządzony przez B.R na podstawie księgi więziennej) podała liczbę 112 ofiar egzekucji (tyleż samo nazwisk zostało wymienionych na tablicach upamiętniających na cmentarzu w Sanoku). W artykule prasowym z 1946 sprzed dokonania ekshumacji anonsowano, że w egzekucji śmierć poniosło 189 osób, w tym 178 oficerów, 8 kobiet i 3 księży. Jak podał Zbigniew Osenkowski, Niemcy podczas transportu schwytali kilku chłopów, których dołączyli do grupy skazańców. Z kolei Mieczysław Przystasz w 1967 podał, że wśród ofiar było 104 Polaków osadzonych uprzednio w sanockim więzieniu oraz 14 Polaków przetrzymywanych wcześniej w sanockiej siedzibie gestapo.

## Upamiętnienie

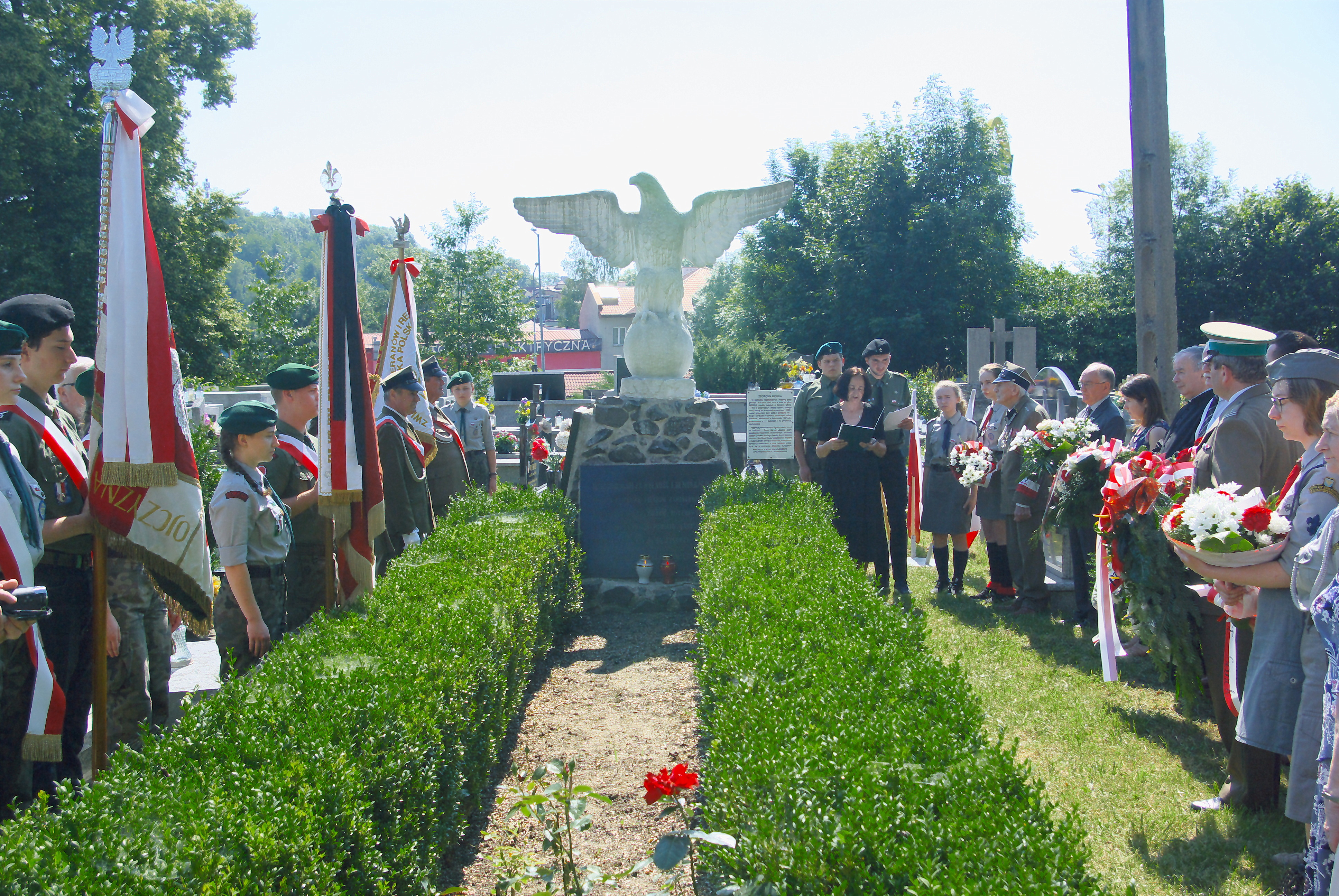
Uroczystości w 80. rocznicę egzekucji przy mogile zbiorowej ofiar na Cmentarzu Centralnym w Sanoku (2020)

Jeszcze w trakcie okupacji niemieckiej miejscowa ludność miała umieścić w miejscu egzekucji tabliczkę z napisem: Tu spoczywają bohaterowie polscy.
Po zakończeniu wojny miejsce egzekucji na Gruszce było jednym z miejsc zaewidencjonowanych przez koło w Sanoku Polskiego Związku Byłych Więźniów Politycznych Hitlerowskich Więzień i Obozów Koncentracyjnych i wśród ustalonych przez działaczy zyskało pierwszorzędny status. Po przejęciu władzy przez komunistów i nastaniu Polski Ludowej 20 sierpnia 1946 Powiatowa Rada Narodowa w Lesku podjęła uchwałę o przeprowadzeniu ekshumacji ofiar egzekucji. W tym celu został powołany tamże specjalny komitet mający zadanie przeprowadzenie ekshumacji oraz przeniesienie ciał ofiar na cmentarz w Lesku. Po dokonaniu ekshumacji – według różnych źródeł przeprowadzonej jesienią 1946  lub jesienią 1947. W listopadzie 1947 szczątki ofiar zostały przewiezione do Sanoka w kilkunastu dużych trumnach koloru czarnego i umieszczone pod arkadami kamienicy w centrum miasta, gdzie odbyły się uroczystości żałobne . W tym czasie miasto było przystrojone czarnymi i biało-czerwonymi flagami, czuwała warta honorowa, grała orkiestra, ustawiono znicze i kwiaty. W uroczystościach uczestniczyły tłumy ludzi, a do miasta z całego kraju przybyły rodziny pomordowanych. Następnie szczątki ofiar, przy asyście żołnierzy Wojska Polskiego, zostały przewiezione na cmentarz przy ul. Rymanowskiej w Sanoku i przy salwie honorowej pochowane w zbiorowej mogile . Zbiorową mogiłę na sanockim cmentarzu obramowano, obsadzono kwiatami i ligustrem, a u wezgłowia ustanowiono obelisk. Na pomniku z podstawą w postaci stosu kamieni umieszczono tablicę z inskrypcją: Męczennikom za wolność i demokrację. Mogiła zbiorowa Polaków zamordowanych bestialsko przez zbirów hitlerowskich w czasie okupacji powiatu sanockiego od września 1939 r. do czerwca 1944 r. Cześć waszej pamięci. Na postumencie usadowiono rzeźbę sokoła autorstwa Stanisława Jana Piątkiewicza, która pierwotnie od 1939 miała zostać umieszczona na Gmachu Towarzystwa Gimnastycznego „Sokół” w Sanoku. Na postumencie z tablicą pamiątkową umieszczono rzeźbę Sokoła, wykonaną w 1939 roku przez Stanisława Jana Piątkiewicza, która pierwotnie była umieszczona na Gmachu Towarzystwa Gimnastycznego Sokół w Sanoku . Całemu obiektowi patronowała Sanocka Fabryka Wagonów.
Z miejsca egzekucji na Gruszce pobrano ziemię, którą umieszczono w urnie złożonej w Mauzoleum Ofiar II Wojny Światowej, ustanowionym w 1948 na cmentarzu przy ulicy Rymanowskiej w Sanoku. W 1962 na tymże pomniku ustanowiono tablice z nazwiskami ofiar, w tym egzekucji na górze Gruszka.
Samo miejsce egzekucji do roku 1961 zostały zabezpieczone w sposób tymczasowy, uporządkowano tam teren i ogrodzono drewnianym parkanem. W 1961 przystąpiono do realizacji upamiętnienia tamże. W 1961 powstał pomnik-kurhan, na którym w 1961 ustanowiono upamiętniający zbrodnię obelisk. Znajduje się na nim krzyż Orderu Virtuti Militari, opleciony koroną z drutu kolczastego obejmującą trójkątną literę „P” oraz inskrypcją Cześć ich pamięci. Na tablicy pamiątkowej umieszczono inskrypcję:

Zginęli, abyśmy żyli wolni! Na tym miejscu dnia 5 lipca 1940 r. hitlerowcy rozstrzelali 115 polskich bojowników o wolność ojczyzny. Cześć ich pamięci! W XXI rocznicę – Z. B. o W. i D.

Powyżej obelisku, gdzie znajduje się prostokątna zbiorowa mogiła, po prawej stronie umieszczono biało czerwony słup z tarczą noszącą inskrypcję:

Miejsce uświęcone krwią Polaków poległych za wolność Ojczyzny – w XXXV rocznicę zwycięstwa nad faszyzmem. ZBoWiD.

Fundatorem upamiętnień był oddział powiatowy w Sanoku Związku Bojowników o Wolność i Demokrację, zaś inicjatorem projektu działacz tej organizacji leśniczy Jan Marciniak. Żelazny krzyż wykonali kolejarze parowozowni w Zagórzu. Uroczystości odsłonięcia upamiętnienia zaplanowano na 5 lipca 1961, lecz tuż przed tym zostały one odwołane wskutek interwencji I sekretarza PZPR w Lesku, który sprzeciwił się umieszczeniu na pomniku krzyża jako elementu nie przystającemu (ówczesnemu) systemowi.

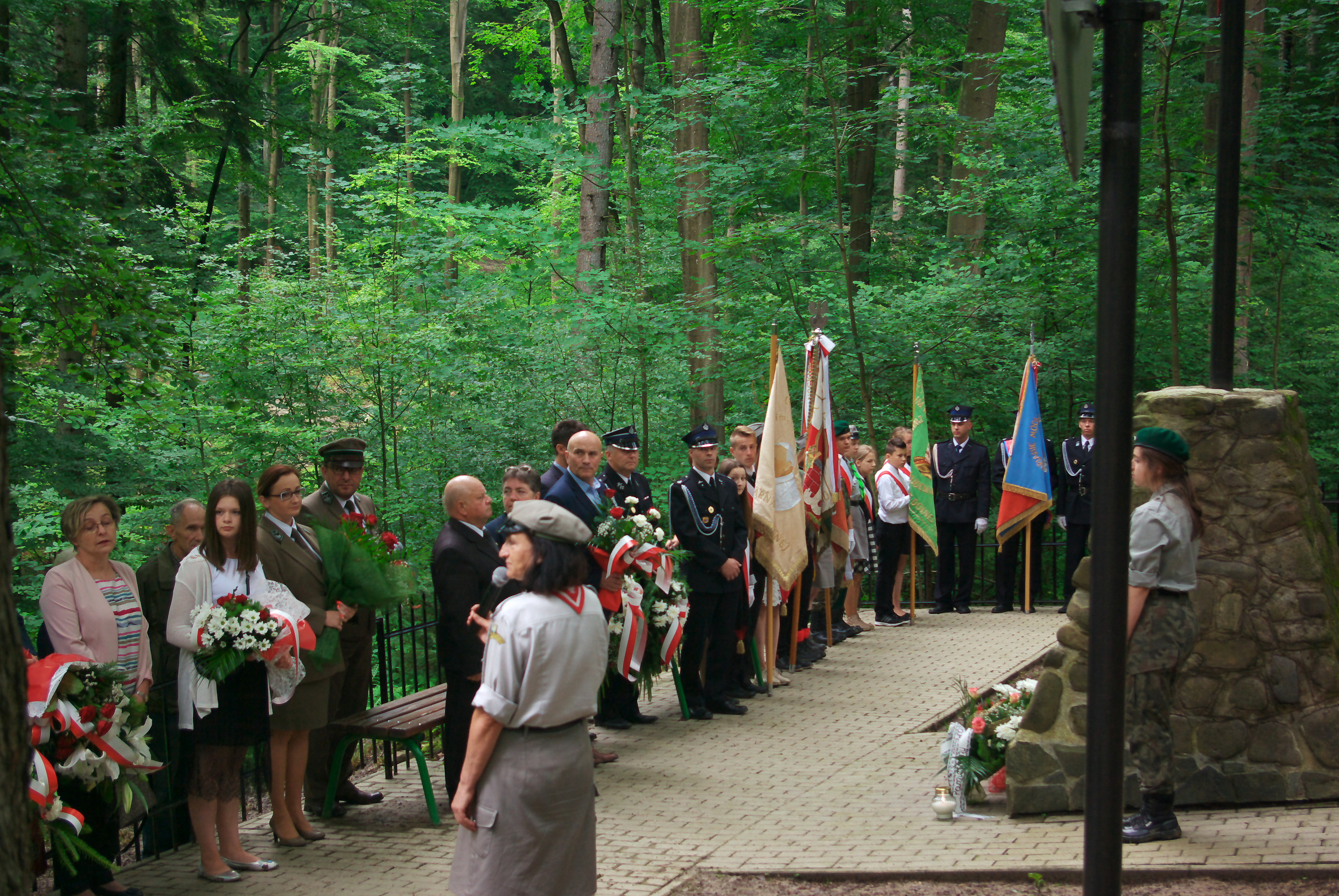
Uroczystości rocznicowe w 2017. Na pierwszym planie organizatorka obchodów, komendantka sanockiego hufca ZHP, hm. Krystyna Chowaniec

W rocznicę egzekucji odbywają się uroczystości upamiętniające zarówno w miejscu jej dokonania, jak i w Sanoku przy zbiorowej mogile na cmentarzu. Po 1989 organizatorem obchodów zostało koło Światowego Związku Żołnierzy Armii Krajowej w Sanoku.
Tabliczka upamiętniająca ofiary egzekucji na górze Gruszka została umieszczona na Pomniku Synom Ziemi Sanockiej Poległym i Pomordowanym za Polskę w Sanoku, ustanowionym w 2005.

## Następstwa
- W Sanoku zorganizowano spotkanie z krewnymi ofiar egzekucji, czego inicjatorem był Czesław Cyran, sędzia śledczy i szef sanockiej delegatury Okręgowej Komisji Badania Zbrodni Hitlerowskich w Rzeszowie[12] .
- W 1966 Główna Komisja Badania Zbrodni Hitlerowskich w Polsce prowadziła postępowanie mające na celu ustalenie szczegółów zbrodni popełnionych na terenie Polski przez jednostki Einsatzkommando, podległe dr. Ludwigowi Hahnowi na przełomie 1939/1940, w tym egzekucję dokonaną na górze Gruszka (w ówczesnym komunikacie Prokuratora Wojewódzkiego w Rzeszowie podano, iż egzekucja miała miejsce 6 lipca 1940 i zamordowano w jej trakcie 150 osób)[63].
- W 1972 Okręgowa Komisja Badania Zbrodni Hitlerowskich w Rzeszowie prowadziła śledztwo przeciwko byłym funkcjonariuszom placówki gestapo w Sanoku (N. Humeniuk, N. Lesch, Arno vel Arnold Heinick), w sprawie dokonywania zabójstw podczas II wojny światowej, w tym m.in. mordu na górze Gruszka (w którym zastrzelono 112 Polaków) oraz stracenia 30 osób na starym cmentarzu w Sanoku[64].